# Fratellanza Penitenziale della Santa Eucaristia
La Fratellanza Penitenziale della Santa Eucaristia (in spagnolo; Cofradía Penitencial de la Santa Eucaristía) fu fondata il 6 maggio 1959, è una delle nove confraternite di Bilbao, anche conosciuta come la fratellanza dei gesuiti. Ha la sua sede nella scuola Nuestra Señora de Begoña ad Indautxu. È costituita da studenti ed ex studenti, così come familiari e amici.
La Santa Eucaristia organizza la processione di Nuestra Señora de la Amargura (Madonna dell'Amarezza) che si svolge il Sabato di Passione per le strade del centro della città, con le immagini della Nuestra Señora de la Amargura (Madonna dell'Amarezza), Jesús atado a la columna (Gesù legato alla colonna) ed il Ecce mater Tua.
Inoltre, il Giovedì santo porta La Última Cena (L'Ultima Cena) (Juan Guraya, 1943) e Venerdì santo porta Las tres Cruces (Le tre Croci) (Quintín de Torre, 1945) nella processione del Santo Sepolcro.

## Storia
La Fratellanza Penitenziale della Santa Eucaristia è stata approvata per il vescovo di Bilbao il 6 maggio 1959 secondo il Can. 312 del Codice di diritto canonico. Prima di questo, nella scuola partecipavano alle processioni dal 1940 un grande gruppo di alunni come filiali della Cofradía de la Santa Vera Cruz de Bilbao.